# Marie Annunziata Neapolsko-Sicilská
Marie Anunciáta Bourbonsko-Sicilská (24. března 1843 na zámku Caserta, Itálie – 4. května 1871 ve Vídni, Rakousko-Uhersko) jako Maria Annunziata Borbone-Due Sicile, princezna Království obojí Sicílie, později arcivévodkyně rakouská, čtvrtý potomek Ferdinanda II. Neapolsko-Sicilského (z rodu Bourbon-Obojí Sicílie) a Marie Terezie Izabely Rakouské (z habsbursko-lotrinské dynastie).

## Osobnost
Její otec ji žertem nazýval zdrobněle "Ciolla". Na rozdíl od svých bratrů a otce, kteří byli veselí a živí, Maria Annunziata byla klidná, stydlivá a rezervovaná. Vzorem jí byla její matka Marie Terezie, která neměla ráda oslavy, mondénní a dvorský život, dávajíc přednost domácímu prostředí, uzavřená ve své komnatě, věnujíc se péči o děti a vyšívání.

## Sňatek a potomstvo
Stejně jako její sestra Maria Immaculata se i Marie Anunciáta přivdala rakouské císařské rodiny Habsburků.
Roku 1860, když byl její bratr František II. Neapolsko-Sicilský svržen z trůnu a rodina musela prchnout z Neapole, následovala svou matku do Říma. Královská rodina se usadila poblíž Kvirinálského paláce, který rodině poskytl papež. Zde však Marie Anunciáta nepobyla dlouho, neboť o rok později, 21. října 1862 se v Itálii provdala za ovdovělého arcivévodu Karla Ludvíka, bratra císaře Františka Josefa. Sňatek v zastoupení (in procura) se konal 16. října 1862 v Římě, vlastní svatební obřad pak proběhl o pět dní později v Benátkách, kam ženich přijel nevěstě naproti v uniformě polního plukovníka.
Její tchyně Žofie brzy rozpoznala, že její snacha je vážně nemocná (měla tuberkulózu) a doporučila mladému páru dlouhý pobyt v mírném podnebí; k tomu účelu vybrala Kronland Görz. Karel Ludvík matce jako obvykle neodporoval a jeho křehká žena tudíž také souhlasila. Život na vzdáleném venkově však dlouho nesnesla a chtěla změnit prostředí, čemuž její povolný manžel vyhověl. Nové místo pobytu ovšem vybírala opět Žofie a ta se rozhodla pro klidný Štýrský Hradec, město úředníků a vojáků ve výslužbě. Mladá jižanka se v takovém městě nemohla cítit dobře, stranila se styku s lidmi, byla neklidná a neorientovala se. Lépe se začala cítit teprve tehdy, když poprvé otěhotněla. Přesně půl roku po narození Františka Ferdinanda otěhotněla znovu, nad čímž její osobní lékař vzhledem ke křehké tělesné konstituci mladé paní potřásl hlavou. Lékař Karlu Ludvíkovi naznačil, že jeho žena potřebuje pobýt na jihu. O tom však Marie Anunciáta nechtěla ani slyšet.
Na jaře 1865 přivedla na svět druhého syna, slabého a neduživého Otu Františka Josefa. Mladá matka stále častěji propadala nepochopitelným náladám a vrtochům, období sklíčenosti střídala období hektické radosti ze života. Nakonec se nabažila Hradce a její choť souhlasil s jejím přáním okamžitého přestěhování. Byl připraven přijmout protesty své přísné matky Žofie. Ta však viděla, že její nemocná – a opět těhotná – snacha je na tom zdravotně špatně.
Arcivévoda tedy koupil palác ve Favoritenstraße, nechal jej přestavět a domácky zařídit. Na Vánoce 1868 se narodil třetí syn. Zdravotní stav Marie Annunziaty byl takový, že bylo nepravděpodobné, že by se mohla ještě někdy zcela uzdravit. Přesto však díky své vůli žít překonávala svou nemoc, navštěvovala vídeňské bály, Burgtheater a operu. Ve snaze uchránit své syny před nákazou souchotinami, jimiž trpěla, se od nich preventivně držela stranou, ovšem zcela zbytečně, neboť jim svoji nemoc předala dědičně.
Roku 1868 na zámku Artstetten u Pöchlarnu (Dolní Rakousko) darovala život ještě jednomu dítěti, dceři Markétě Žofii. Ještě jeden další rok bojovala se svou nemocí, tento boj však 4. května 1871 ve věku 28 let prohrála.
Marie Annunziata měla čtyři děti:
- František Ferdinand (18. prosince 1863 – 28. června 1914), následník Rakousko-Uherského trůnu; ⚭ 1900 Žofie Chotková (morganatický sňatek); roku 1914 byl i se svou ženou v Sarajevu zavražděn při atentátu, jenž byl bezprostřední příčinou vypuknutí I. světové války
- Ota František Josef (21. dubna 1865 – 1. listopadu 1906); ⚭ 1886 Marie Josefa Saská; vzhledem k tomu, že jeho starší bratr (a po smrti korunního prince Rudolfa následník trůnu) František Ferdinand se oženil morganaticky a jeho děti tudíž byly z následnictví vyloučeny, stal se Otův starší syn císařem
- Ferdinand Karel (27. prosince 1868 – 12. března 1915), ⚭ 1909 Bertha Czuber (morganatický sňatek)
- Markéta Sofie Rakouská (13. května 1870 – 24. srpna 1902), ⚭ 1893 vévoda Albrecht Württemberský (1865–1939). Zemřela, stejně jako její matka, na tuberkulózu.

Karel Ludvík se za dva roky po Mariině smrti oženil znovu. Jeho třetí manželkou se stala portugalská princezna Marie Tereza, jež se stala vlídnou a chápající matkou osiřelým dětem, jež k níž úzce přilnuly. O jejich hlubokém vztahu svědčí například to, že když si František Ferdinand bral přes odpor císaře Františka Josefa I. Žofii Chotkovou, jako jediné příslušnice císařského domu se na svatbě účastnily právě Marie Tereza se svými dvěma dcerami.

## Vývod z předků
|                                     |                                     |  |                               |                                    |  |  |  |  |  |  |  | Karel III. Španělský |
|                                     |                                     |  |                               |                                    |  |  |  |  |  |  |  |                      |
|                                     | Ferdinand I. Neapolsko-Sicilský     |  |                               |                                    |  |  |  |  |  |  |  |                      |
|                                     |                                     |  |                               |                                    |  |  |  |  |  |  |  |                      |
|                                     |                                     |  |                               | Marie Amálie Saská                 |  |  |  |  |  |  |  |                      |
|                                     |                                     |  |                               |                                    |  |  |  |  |  |  |  |                      |
|                                     | František I. Neapolsko-Sicilský     |  |                               |                                    |  |  |  |  |  |  |  |                      |
|                                     |                                     |  |                               |                                    |  |  |  |  |  |  |  |                      |
|                                     |                                     |  |                               | František I. Štěpán Lotrinský      |  |  |  |  |  |  |  |                      |
|                                     |                                     |  |                               |                                    |  |  |  |  |  |  |  |                      |
|                                     | Marie Karolína Habsbursko-Lotrinská |  |                               |                                    |  |  |  |  |  |  |  |                      |
|                                     |                                     |  |                               |                                    |  |  |  |  |  |  |  |                      |
|                                     |                                     |  |                               | Marie Terezie                      |  |  |  |  |  |  |  |                      |
|                                     |                                     |  |                               |                                    |  |  |  |  |  |  |  |                      |
|                                     | Ferdinand II. Neapolsko-Sicilský    |  |                               |                                    |  |  |  |  |  |  |  |                      |
|                                     |                                     |  |                               |                                    |  |  |  |  |  |  |  |                      |
|                                     |                                     |  |                               | Karel III. Španělský               |  |  |  |  |  |  |  |                      |
|                                     |                                     |  |                               |                                    |  |  |  |  |  |  |  |                      |
|                                     | Karel IV. Španělský                 |  |                               |                                    |  |  |  |  |  |  |  |                      |
|                                     |                                     |  |                               |                                    |  |  |  |  |  |  |  |                      |
|                                     |                                     |  |                               | Marie Amálie Saská                 |  |  |  |  |  |  |  |                      |
|                                     |                                     |  |                               |                                    |  |  |  |  |  |  |  |                      |
|                                     | Marie Isabela Španělská             |  |                               |                                    |  |  |  |  |  |  |  |                      |
|                                     |                                     |  |                               |                                    |  |  |  |  |  |  |  |                      |
|                                     |                                     |  |                               | Filip Parmský                      |  |  |  |  |  |  |  |                      |
|                                     |                                     |  |                               |                                    |  |  |  |  |  |  |  |                      |
|                                     | Marie Luisa Parmská                 |  |                               |                                    |  |  |  |  |  |  |  |                      |
|                                     |                                     |  |                               |                                    |  |  |  |  |  |  |  |                      |
|                                     |                                     |  |                               | Luisa Alžběta Francouzská          |  |  |  |  |  |  |  |                      |
|                                     |                                     |  |                               |                                    |  |  |  |  |  |  |  |                      |
| Marie Annunziata Neapolsko-Sicilská |                                     |  |                               |                                    |  |  |  |  |  |  |  |                      |
|                                     |                                     |  |                               |                                    |  |  |  |  |  |  |  |                      |
|                                     |                                     |  | František I. Štěpán Lotrinský |                                    |  |  |  |  |  |  |  |                      |
|                                     |                                     |  |                               |                                    |  |  |  |  |  |  |  |                      |
|                                     | Leopold II.                         |  |                               |                                    |  |  |  |  |  |  |  |                      |
|                                     |                                     |  |                               |                                    |  |  |  |  |  |  |  |                      |
|                                     |                                     |  |                               | Marie Terezie                      |  |  |  |  |  |  |  |                      |
|                                     |                                     |  |                               |                                    |  |  |  |  |  |  |  |                      |
|                                     | Karel Ludvík Rakousko-Těšínský      |  |                               |                                    |  |  |  |  |  |  |  |                      |
|                                     |                                     |  |                               |                                    |  |  |  |  |  |  |  |                      |
|                                     |                                     |  |                               | Karel III. Španělský               |  |  |  |  |  |  |  |                      |
|                                     |                                     |  |                               |                                    |  |  |  |  |  |  |  |                      |
|                                     | Marie Ludovika Španělská            |  |                               |                                    |  |  |  |  |  |  |  |                      |
|                                     |                                     |  |                               |                                    |  |  |  |  |  |  |  |                      |
|                                     |                                     |  |                               | Marie Amálie Saská                 |  |  |  |  |  |  |  |                      |
|                                     |                                     |  |                               |                                    |  |  |  |  |  |  |  |                      |
|                                     | Marie Terezie Izabela Rakouská      |  |                               |                                    |  |  |  |  |  |  |  |                      |
|                                     |                                     |  |                               |                                    |  |  |  |  |  |  |  |                      |
|                                     |                                     |  |                               | Karel Kristián Nasavsko-Weilburský |  |  |  |  |  |  |  |                      |
|                                     |                                     |  |                               |                                    |  |  |  |  |  |  |  |                      |
|                                     | Fridrich Vilém Nasavsko-Weilburský  |  |                               |                                    |  |  |  |  |  |  |  |                      |
|                                     |                                     |  |                               |                                    |  |  |  |  |  |  |  |                      |
|                                     |                                     |  |                               | Karolína Oranžsko-Nasavská         |  |  |  |  |  |  |  |                      |
|                                     |                                     |  |                               |                                    |  |  |  |  |  |  |  |                      |
|                                     | Jindřiška Nasavsko-Weilburská       |  |                               |                                    |  |  |  |  |  |  |  |                      |
|                                     |                                     |  |                               |                                    |  |  |  |  |  |  |  |                      |
|                                     |                                     |  |                               | Jiří z Kirchbergu                  |  |  |  |  |  |  |  |                      |
|                                     |                                     |  |                               |                                    |  |  |  |  |  |  |  |                      |
|                                     | Luisa Isabela z Kirchbergu          |  |                               |                                    |  |  |  |  |  |  |  |                      |
|                                     |                                     |  |                               |                                    |  |  |  |  |  |  |  |                      |
|                                     |                                     |  |                               | Alžběta Augusta Reuss Greiz        |  |  |  |  |  |  |  |                      |
|                                     |                                     |  |                               |                                    |  |  |  |  |  |  |  |                      |